# كوتشري
كوتشري (بالإنجليزية: Kucheri)‏ هي قرية تقع في قسم كناررودخانه الريفي في إيران. يقدر عدد سكانها بـ 317 نسمة .